# عبدمناف
عَبدِ مَناف بن قصی بن کلاب پرده‌دار کعبه و از بزرگان قبیلهٔ قریش و شهر مکه بود. منابع نامش را مغیره گزارش کرده‌اند و لقبش را قمر البطحاء دانسته‌اند. 
عبد مناف از یک سو پدر هاشم (بزرگ خاندان بنی‌هاشم) و جد سوم محمد بن عبدالله پیامبر اسلام و از سوی دیگر پدربزرگ امیه بن عبدشمس (بزرگ خاندان بنی‌امیه) است. وی از برادرش عبدالدار کوچکتر بود. وی پس از صحبت با برادر خویش بر سر تقسیم این وظایف به توافق و مصالحه رسیدند. مادر عبدمناف را از خزاعه گزارش کرده‌اند.

## سخنان دیگران درباره عبد مناف
علی بن ابیطالب درباره او می گوید: «به خدا سوگند پدر و جدم عبدالمطلب و هاشم و عبد مناف هیچ گاه بتی را پرستش نکردند، از او پرسیدند: پس آنان چه چیزی را پرستش می کردند؟ فرمود: آنها به سوی خانه کعبه نماز می خواندند و تمسک به آیین ابراهیم داشتند.»